# Талліннський університет
Талліннський університет (ТЛУ) (ест. Tallinna Ülikool (TLÜ), англ. Tallinn University) — один з трьох провідних університетів Естонії.
Знаходиться в столиці Естонії, місті Таллінні.

## Історія
ТЛУ створено в 2005 році на базі Талліннського педагогічного університету. Історія становлення університету бере початок з 15 вересня 1919 року, коли в Таллінні була утворена Талліннська учительська семінарія.
Першим ректором ТЛУ став Маті Гейдметс. У лютому 2011 року ректором ТЛУ обраний Тійт Ланд.
Є основним центром підготовки педагогічних кадрів у республіці. Готує також фахівців з філології, зокрема російської та східної, азійської культурології та прикладної психології. Володіє унікальним бібліотечним фондом «Прибалтика». В ТЛУ знаходиться частина архіву відомого семіотика Ю. М. Лотмана.
Талліннський університет є третім за величиною ЗВО Естонії. Університет складається з 19 інститутів і 6 коледжів. У ТЛУ навчається близько 10 500 студентів, майже 15 000 чоловік щорічно проходять курси, пропоновані Відкритим університетом. Науково-дослідною роботою у закладі займаються 580 викладачів і вчених, загальне число співробітників перевищує 1100 осіб.

## Академічні інститути
- Естонський гуманітарний інститут
  - Директор PhD Ганнес Паланґ[et]
- Інститут екології
  - Директор PhD Мігкель Канґур[et]
- Інститут педагогічних наук
  - Директор док. Райн Міксер
- Інститут естонської демографії
- Інститут естонської мови і культури
  - Директор проф. Март Раннут[et]
- Інститут витонченого мистецтва
  - Директор Рене Ниммик[et]
- Інститут германо-романських мов і культур
  - Директор проф. Суліко Ліів[et]
- Інститут наук про здоров'я та спорт
  - Директор док. Крістьян Порт[et]
- Інститут історії
  - Директор PhD Магнус Ільмярв[et]
- Інститут інформатики
  - Директор проф. Петер Нормак[et]
- Інститут інформаційних наук
  - Директор проф. Тіію Реймо[et]
- Інститут міжнародних та соціальних досліджень
  - Директор проф. Айрі-Аліна Алласте[et]
- Інститут математики і природничих наук
  - Директор проф. Тійт Ланд[et]
- Інститут суспільних наук
  - Директор док. Лейф Калев[et]
- Інститут психології
  - Директор проф. PhD Александер Пулвер[et]
- Інститут слов'янських мов і культур
  - Директор док. Ауріка Меймре
- Інститут соціальної роботи
  - Директор проф. Лаурі Леппік[et]

## Коледжі ТЛУ
- Балтійська школа кіно та медіа
  - Директор проф. Гаґі Шейн[et]
- Катерининський коледж (Коледж вільних мистецтв)
  - Директор PhD Димитрій Миронов
- Ракверський коледж
  - Директор Калле Каррон
- Хаапсалуський коледж
  - Директор Еве Ейзеншмідт